# Sköldbladfotingar
Sköldbladfotingar (Notostraca), även kallade Triops, är en mycket ålderdomlig ordning kräftdjur av klassen Bladfotingar. Det finns endast ett 15-tal arter sköldbladfotingar fördelade på två släkten: Lepidurus och Triops. Utseendet anses inte ha förändrats nämnvärt sedan Trias för 220 miljoner år sedan. De har, som namnet Triops antyder, tre ögon. Man har hittat fossil från perioden som verkar vara identiska med arten Triops cancriformis. T. cancriformis tros vara jordens äldsta nu levande djurart. De olika arterna sköldbladfotingar finns spridda över hela världen i vitt skilda områden. I vissa miljöer är de hotade, i andra framgångsrika (exempelvis i risodlingar där de kan utgöra svåra skadedjur eftersom de gnager på risplantornas rötter och groddar). I Sverige finns båda släktena representerade med totalt tre arter – Hästskoräkan Triops cancriformis samt Spetssköldbladfotingarna Lepidurus apus och Lepidurus arcticus. Alla tre arterna är rödlistade (hotade) och mycket sällsynta i Sverige.
Olika arter av sköldbladfotingar kläcks ibland upp i små akvarier, som lättodlade husdjur eller i skolprojekt.
Släktet Lepidurus - Spetssköldbladfotingar Leach, 1819
- Lepidurus apus (Linnaeus, 1758)
- Lepidurus arcticus (Pallas, 1776)
- Lepidurus batesoni Lonhorst, 1955
- Lepidurus bilobatus Packard, 1883
- Lepidurus couesii Packard, 1875
- Lepidurus cryptus Rogers, 2001
- Lepidurus lemmoni Holmes, 1894
- Lepidurus lynchi
- Lepidurus mongolicus Vekhoff, 1992
- Lepidurus packardii

Släktet Triops - Hästskoräkor Schrank, 1803
- Triops australiensis (Spencer & Hall, 1895)
- Triops cancriformis (Bosc, 1801)
- Triops granarius Lucas, 1864
- Triops longicaudatus (LeConte, 1846)
- Triops numidicus
- Triops newberryi (LeConte, 1846)